# Eucalanus hyalinus
Eucalanus hyalinus is een eenoogkreeftjessoort uit de familie van de Eucalanidae. De wetenschappelijke naam van de soort is voor het eerst geldig gepubliceerd in 1866 door Claus.